# Cochliobolus cymbopogonis
Cochliobolus cymbopogonis är en svampart som beskrevs av J.A. Hall & Sivan. 1972. Cochliobolus cymbopogonis ingår i släktet Cochliobolus och familjen Pleosporaceae.   Inga underarter finns listade i Catalogue of Life.